# Лорейн Нюман
Лорейн Нюман (на английски: Laraine Newman, родена на 2 март 1952 г.) е американска актриса, озвучаваща актриса и комик.

## Биография
На 16 години изучава импровизационен театър, а по-късно и пантомима с ръководител Марсел Марсо в Париж. През 1971 г. Лорейн и сестра ѝ Трейси Нюман създават импровизационната трупа The Groundlings.
През 1974 г. Лорейн участва в телевизионно вариатетно шоу с водеща Лили Томлин, заради което бива поканена от продуцента Лорн Майкълс да стане част от трупата на новосъздаденото комедийно-скечово предаване „На живо в събота вечер“.
От 1975 до 1980 г. Нюман играе Кони Конхед, калифорнийското момиче Шери, касиерката Олимпия, Кристи Кристина, Анна Фройд, съпругата на Зигмунд Фройд и други в предаването. Тя играе рамо до рамо с останалите членове на състава – Дан Акройд, Гилда Раднър, Чеви Чейс, Джейн Къртин, Джон Белуши и Бил Мъри.

## Кариера на озвучаваща актриса
Нюман се занимава с озвучаване на анимационни филми, сериали и видеоигри от 1983 г., когато озвучава Кони в анимационния филм The Coneheads.
Също така озвучава Летящата катерица в „Кърлежа“ (1995),  Г-ца Дезинформация, Чарити Базар, Жана д'Арк, Сара Купърсмит, Мери Тод Линкълн и Амелия Еърхарт в „Истерия!“ (1998-2000), Луиз Футли и други персонажи в As Told by Ginger (2000-2006), Кралицата на Югопотамия в „Кръстници вълшебници“ (2001-2017), леля Айви в „Шоуто на Гарфийлд“ (2009-2016), Професор Хутсбърг, Югозападната Сал и Трикси в „Док Макплюшинс“ (2012-2020), Злата вещица на Запада в „Дороти и вълшебникът от Оз“ (2017-2020), Роузи в „Том и Джери в Ню Йорк“ (2021) и много други.

## Личен живот
Омъжена е за актьора и сценарист Чад Айнбайндър от 1991 до развода им през 2016 г. Имат две деца – актьорите Спайк и Хана Айнбайндър.